# Samoobramba
Sámoobrámba je pojem, ki označuje obrambo samega sebe, največkrat pred napadalcem.
Samoobramba je v veljavi, ko neka oseba izvede dejanje, ki služi za obranitev pred napadi druge osebe. To je lahko tako fizično kot tudi v redkih primerih psihično. Če se dokaže primer samoobrambe, je tu izjemoma dovoljena uporaba sile, vendar le v meri, ko je to nujno potrebno za obrambo.